# 刘宪 (山西秀才)
刘宪（15世纪？—1511年），山西灵石（今山西省晋中市灵石县）人，明朝秀才。
他的父亲早亡，母亲年七十余岁，双目失明。刘宪奉事非常谨慎孝顺。正德六年，流寇入灵石城，刘宪背母逃避到城外。流寇追上，想要杀他母亲，刘宪哀告：“宁杀我，不要害我母。”流寇于是释放了他，走到岭后，宪最后被其他流寇所杀。流寇纵火焚民居，只有刘宪家宅随烧随灭。